# Bechtsrieth
Bechtsrieth er en kommune i Landkreis Neustadt an der Waldnaab i Regierungsbezirk Oberpfalz i den tyske delstat Bayern. Den er en del af Verwaltungsgemeinschaft Schirmitz.

## Geografi
Bechtsrieth ligger i Naturpark Nördlicher Oberpfälzer Wald (Oberpfälzer Wald), ca. fire kilometer sydøst for Weiden. Den gamle bydele gennemløbes af Gleitsbach, der er en biflod til Luhe (Naab).
I kommunen ligger ud over Bechtsrieth landsbyen Trebsau.
Øst for Bechtsrieth på Weidens område ligger det 631 m høje Dreifaltigkeitsberg, med et kapel og en flot udsigt over kommunen og flodslyngningerne i den nærliggende Waldnaabdal.

### Nabokommuner
- Irchenrieth
- Pirk
- Schirmitz
- Weiden